# 屏东 (福州)
屏东，是福州市地名，因为在屏山之东而得名。屏东地区风景秀丽，许多省政府部门都在这里，如福建省政府等等。屏东周边地区虽然不很繁华，但是也生气勃勃，有福州屏东中学、屏东度假村、屏东饭店等场所。

## 参照
- 屏西